# Shanachie Records
Shanachie Records est un label discographique indépendant américain, basé à Newton, New Jersey. Il est fondé en 1975 par Richard Nevins et Dan Collins. D'abord spécialisé dans la musique celtique, Shanachie se diversifie dans les musiques du monde, le blues traditionnel, le reggae, le smooth jazz, etc.

## Histoire
Shanachie Records est fondé en 1975 par Richard Nevins et le musicien Dan Collins. Le label tire son nom d'un mot irlandais ancien (variante : seanchai) signifiant « conteur ». Il est basé dans le New Jersey. Shanachie est à l'origine spécialisé dans la musique celtique. Les premières références du catalogue comprennent des artistes jouant de la musique traditionnelle irlandaise, puis des musiciens issus d'autres nations celtiques. Durant les années 1990, Shanachie réédite des classiques de la musique irlandaise, enregistrés notamment par Seán Ó Riada et Leo Rowsome (en). 
Dès le début des années 1980, le label commence à diversifier son catalogue en publiant les disques d'artistes reggae comme Culture, Augustus Pablo et Bunny Wailer. Dans les années 2000, Alpha Blondy, Dennis Brown ou encore Joe Higgs figurent au catalogue. Shanachie Records s'intéresse également aux musiques du monde, entre autres africaine et pakistanaise. En 1986, Shanachie fait l'acquisition des archives de Yazoo, qui détient un vaste catalogue de blues traditionnel (country blues). Le label développe également son catalogue vidéo, composé de concerts filmés et de documentaires. En 2003, Shanachie fait partie des principaux labels de smooth jazz avec Universal Music et Warner. Le genre, populaire sur les radios commerciales, représente alors la moitié des 50 à 75 sorties annuelles du label, qui signe notamment le guitariste de jazz Chuck Loeb. Durant les années 2000, Shanachie commence également à rencontrer le succès dans la dance avec sa filiale Shinbone Alley.
Shanachie Records développe la carrière de ses artistes, comme le groupe américano-irlandais Solas, à long terme. Les profits issus de ses succès commerciaux sont utilisés pour financer des disques plus confidentiels. En 2003, l'entreprise est détenue à parts égales par son président Richard Nevins, son directeur général Randall Grass et son distributeur, Koch Entertainment.